# خیابان باقرخان
خیابان باقرخان با شماره‌گذاری معابر خیابان ۵۶۴ تهران یکی از خیابان‌های تهران است که در مناطق ۶ و ۲ شهرداری تهران واقع شده است و جهت شرقی-غربی دارد. خیابان باقرخان از شرق، از خیابان جمالزاده شروع شده و در غرب به خیابان ستارخان ختم می‌شود. نام این خیابان برگرفته از نام باقرخان، از مبارزان جنبش مشروطه ایران است.